# Dystrykt Khushab
Khushab (urdu: ضِلع خُوشاب, Chuśab (trb.)) – dystrykt w Pakistanie, położony w prowincji Pendżab. Siedzibą administracyjną dystryktu jest Jauharabad.

## Demografia
Większość mieszkańców posługuje się językiem pendżabskim.
| Rok  | Liczba ludności |
| ---- | --------------- |
| 1972 | 543.314         |
| 1981 | 641.366         |
| 1998 | 905.711         |
| 2017 | 1.281.299       |